# Maeson
Maeson fue un actor griego nacido en Megara que vivió entre los siglos siglo VI y V a. C. 
Fue uno de los fundadores de la comedia dórica y se le atribuye la invención de algunas máscaras.
Este actor ejerció su profesión en la corte de los Pisistrátidas y en Sicilia.